# تفاعل جيني شبكي
يمثل التفاعل الجيني الشبكي التفاعلات الوظيفية بين أزواج الجينات في الكائن الحي، وهي مفيدة لفهم العلاقة بين النمط الجيني والنمط الظاهري. معظم الجينات لا ترمز إلى أنماط ظاهرية معينة. بدلاً من ذلك، غالبا ما تنتج الأنماط الظاهرية من التفاعل بين العديد من الجينات. في البشر، "يحمل كل فرد حوالي 4 ملايين تنوع وراثي وأشكال متعددة، لا يمكن تحديد الغالبية العظمى منها على أنها السبب الوحيد لنمط ظاهري معين. وبدلاً من ذلك فإن التأثيرات المترتبة على المتغيرات الجينية قد تجتمع مع بعضها البعض بشكل إضافي أو تآزري، وقد تعتمد مساهمة كل متغير في سمة كمية أو خطر الإصابة بمرض على الأنماط الجينية لعشرات من المتغيرات الأخرى. ومن المرجح أن تلعب التفاعلات بين المتغيرات الجينية، إلى جانب الظروف البيئية، دوراً رئيسياً في تحديد النمط الظاهري الناشئ عن نمط جيني معين. تساعد شبكات التفاعل الجيني على فهم التفاعلات الجينية بتحديد هذه التفاعلات بين أزواج الجينات.
ولأن التفاعلات الجينية توفر رؤية واضحة لكيفية ارتباط النمط الجيني بالنمط الظاهري في الكائن الحي، فإن المعرفة المحسنة بالتفاعلات الجينية لدى البشر من الممكن أن توفر رؤية بالغة الأهمية للأمراض المعقدة. ولسوء الحظ، وبسبب استحالة عزل الأشخاص بمتغيرات جينية واحدة، فإنه من غير الممكن رسم خريطة مباشرة لشبكات التفاعل الجيني في البشر. ويأمل الباحثون أن توفر معرفة خصائص شبكات التفاعل الجيني في الكائنات الحية المناسبة أدوات لبناء شبكة التفاعل الجيني للبشر.

## نبذة
يحدث التفاعل الجيني عندما ينتج عن التفاعلات بين اثنين أو أكثر من الجينات نمط ظاهري يختلف عن النمط الظاهري المتوقع إذا كانت الجينات مستقلة عن بعضها البعض. في سياق شبكات التفاعل الجيني، يُعَرَّف التفاعل الجيني على أنه "الفرق بين النمط الظاهري المزدوج الطافر الذي يُقاس اختبارياً والنمط الظاهري المزدوج الطافر المتوقع، والذي يُنبَّأ به من خلال الجمع بين تأثيرات الطافر الواحد، على افتراض أن الطفرات تعمل بشكل مستقل.في هذا السياق، فإن النمط الظاهري المدروس عموما هو الصلاحية التي تقيس معدل التكاثر النسبي لطافرة ما. ويشير النمط الظاهري القوي إلى انخفاض مستوى اللياقة البدنية، بينما يشير النمط الظاهري الضعيف إلى مستوى اللياقة البدنية القريب من مستوى اللياقة البدنية للسلالة غير الطافرة.
يحدث التفاعل الجيني السلبي عندما يكون النمط الظاهري للطفرة المزدوجة أقوى من المتوقع. الحالة الخاصة هي التفاعل الاصطناعي المميت الذي يحدث عندما إزالة الجينات الفردية لا يضر الكائن الحي بشكل كبير ولكن إزالة كلا الجينات يؤدي إلى كائن حي غير قابل للحياة. يحدث التفاعل الجيني الإيجابي عندما يكون النمط الظاهري للطافر المزدوج أضعف من المتوقع. ومن الحالات الخاصة التثبيط الجيني الذي يحدث عندما يكون النمط الظاهري للطافر المزدوج أضعف من النمط الظاهري للطافر الفردي الأقل ملاءمة.
من أجل قياس التفاعل بين اثنين من الجينات، يجب أن يكون للمرء بعض المعايير للنمط الظاهري المتوقع إذا لم تتفاعل الجينات. بعض النماذج الشائعة لكيفية دمج الأنماط الظاهرية للجينات المستقلة تشمل نماذج الحد الأدنى، والجمع، والمضاعفة. في نموذج الدهر، تكون اللياقة المتوقعة الناتجة عن تحور اثنين من الجينات المستقلة هي نفسها لياقة أقل متحول واحد لياقة. في النموذج الجمعي، يكون النمط الظاهري المتوقع الناتج عن طفرة اثنين من الجينات المستقلة هو مجموع الأنماط الظاهرية الناتجة عن الطفرات الفردية. في النموذج المضاعف، النمط الظاهري المتوقع الناتج عن طفرة اثنين من الجينات المستقلة هو نتاج الأنماط الظاهرية بسبب الطفرات الفردية. أفضل نموذج يعتمد على الموقف اتضح أنه في حالة استخدام اللياقة البدنية كنمط ظاهري، فإن النموذج المضاعف هو الخيار الأفضل.
توجد طرق لقياس التفاعلات الجينية حتى عندما يكون أحد الجينات ضروريًا للكائن الحي.

## خصائص شبكات التفاعل الجيني
دُرست شبكات التفاعل الجيني على نطاق واسع في العديد من الكائنات الحية بما في ذلك خميرة الجعة وسكيراء الجعة وإشريكية قولونية وربداء رشيقة وهمجة الأبحاث. وقد أعطت هذه الدراسات فهما لخصائص شبكات التفاعل الجيني، بما في ذلك طوبولوجيا شبكات التفاعل الجيني، وكيف توفر شبكات التفاعل الجيني معلومات عن وظيفة الجينات، وما هي خصائص شبكات التفاعل الجيني التي يحفظها التطور. ويأمل الباحثون في أن يؤدي فهم الخصائص العامة لشبكات التفاعل الجيني وكيفية ارتباطها بالمعلومات البيولوجية الأخرى مثل شبكات التفاعل بين البروتين والبروتين إلى التمكن من استنتاج شبكات التفاعل الجيني في الكائنات الحية مثل البشر التي لا يمكن تحديد شبكات التفاعل الجيني لها مباشرة.
تميل محاور شبكات التفاعل الجيني إلى أن تكون بروتينات أساسية.
عندما يتفاعل جينان مع مجموعة مماثلة من الجيران، فإن هذا، إلى جانب الطبيعة الخاصة لهذه التفاعلات، يوفر معلومات حول كيفية ارتباط وظائف الجينين. على سبيل المثال، الجينات التي تشترك في مجموعة مشتركة من التفاعلات الاصطناعية القاتلة تميل إلى المشاركة في نفس المسار البيولوجي. مجموعة الجينات التي يتفاعل معها الجين ونوع هذه التفاعلات (أي الاصطناعية القاتلة) تشكل ملف التفاعل لهذا الجين. تسمح هذه المعلومات بإنشاء شبكة تشابه الملامح الجينية من شبكة التفاعل الجيني. في شبكة تشابه الملامح الجينية، تربط الحواف الجينات مع ملامح التفاعل المتشابهة. والنتيجة هي شبكة تتكون من مجموعات من الجينات التي تميل إلى المشاركة في نفس العملية البيولوجية وحيث توفر الاتصالات بين هذه المجموعات معلومات عن الترابط بين هذه العمليات البيولوجية. وهذا يمكن أن يوفر أداة قوية للتنبؤ بوظيفة الجينات غير المميزة.
وقد بحثت بعض الدراسات في كيفية حفظ الشبكات الوراثية عبر المسافة التطورية. ومع أنه ليس من الواضح إلى أي مدى حفظ التفاعلات الجينية -الجينية الفردية، يبدو أن الخصائص العامة لشبكات التفاعل الجيني محفوظة مثل محاور الشبكات وقدرة ملامح التفاعل الجيني على التنبؤ بالوظائف البيولوجية.

## الآثار البيولوجية
التفاعلات الوراثية لها آثار هامة على العلاقة بين النمط الجيني والنمط الظاهري. على سبيل المثال اقتُرحت كتفسير لفقدان التوريث. تشير الوراثة المفقودة إلى حقيقة أن المصادر الجينية للعديد من الأنماط الظاهرية القابلة للتوريث لم تكتشف بعد. في حين اقتُرحت مجموعة متنوعة من التفسيرات، يمكن للتفاعلات الجينية أن تقلل بشكل رئيسي من كمية التوريث المفقود عن طريق زيادة القوة التفسيرية للمصادر الجينية المعروفة. ومن المرجح أن تتجاوز هذه التفاعلات الجينية التفاعلات الزوجية التي تؤخذ في الاعتبار في شبكات التفاعل الجيني.